# Friuladria Crédit Agricole Tennis Cup 2013
Il Friuladria Crédit Agricole Tennis Cup 2013 è stato un torneo di tennis facente parte della categoria ATP Challenger Tour nell'ambito dell'ATP Challenger Tour 2013. È stata la 10ª edizione del torneo che si è giocata a Cordenons in Italia dal 12 al 18 agosto 2013 su campi in terra rossa e aveva un montepremi di €42,500+H.

## Partecipanti singolare

### Teste di serie
| Nazionalità | Giocatore             | Ranking* | Testa di serie |
| ----------- | --------------------- | -------- | -------------- |
| Italia      | Paolo Lorenzi         | 68       | 1              |
| Austria     | Andreas Haider-Maurer | 87       | 2              |
| Spagna      | Pablo Carreño Busta   | 91       | 3              |
| Romania     | Adrian Ungur          | 93       | 4              |
| Italia      | Filippo Volandri      | 102      | 5              |
| Croazia     | Antonio Veić          | 184      | 6              |
| Serbia      | Boris Pašanski        | 193      | 7              |
| Spagna      | Guillermo Olaso       | 233      | 8              |

- Ranking al 5 agosto 2013.

### Altri partecipanti
Giocatori che hanno ricevuto una wild card:
- Gianluigi Quinzi
- Stefano Napolitano
- Adelchi Virgili
- Filippo Baldi

Giocatori che sono passati dalle qualificazioni:
- Salvatore Caruso
- Frik Crepaldi
- Mate Delić
- Janez Semrajč

## Vincitori

### Singolare
Pablo Carreño Busta ha battuto in finale  Grégoire Burquier con il punteggio di 6–4, 6–4

### Doppio
Marin Draganja /  Franko Škugor hanno battuto in finale  Norbert Gombos /  Roman Jebavý con il punteggio di 6–4, 6–4